# Planchonia rupestris
Planchonia rupestris là một loài thực vật có hoa trong họ Lecythidaceae. Loài này được R.L.Barrett mô tả khoa học đầu tiên năm 2006.